# Arthur Hiller
Arthur Hiller OC (Edmonton, Alberta, Canadà, 22 de novembre de 1923), va ser un director de cinema i actor canadenc.

## Biografia
És navegador en l'Exèrcit de l'aire canadenc durant la Segona Guerra Mundial. Després, estudia la psicologia a la Universitat de Toronto abans de començar una carrera d'escenògraf a la televisió, en principi a Toronto, després a Hollywood. El 1957, dirigeix la seva primera pel·lícula The Careless Years.
Cineasta prolífic, Hiller aborda diversos gèneres com les pel·lícules de guerra (Tobruk), la biografia (The Babe) o el drama psicològic (Making Love). Però és sobretot en la comèdia on Hiller destaca més amb pel·lícules com The Americanization of Emily, The Out-of-Towners, Plaza Suite (aquestes dues últimes inspirades en obres de Neil Simon), Transamerica Express i The Inlaws. El seu més gran èxit comercial és indubtablement Love Story.
Arthur Hiller va ser estat president del Sindicat de Directors d'Amèrica de 1989 a 1993 i de l'Academy of Motion Picture Arts and Sciences de 1993 a 1997. Va ser igualment anomenat oficial de l'Orde del Canadà el 2007.

## Filmografia

### Director
- 1955: Gunsmoke (sèrie de televisió)
- 1955: Alfred Hitchcock Presents (sèrie de televisió)
- 1956: Massacre at Sand-Creek
- 1957: Perry Mason (sèrie de televisió)
- 1958: The Rifleman (sèrie de televisió)
- 1960: Route 66 (sèrie de televisió, episodis Blue Murder, Blues for a Left Foot, The Clover Throne, Fly Away Home: Part 1, Fly Away Home: Part 2, Go Read the River, A Month of Sundays, The Newborn, Once to Every Man, The Strengthening Angels, Trap at Cordova, Welcome)
- 1960: Thriller (sèrie de televisió)
- 1964: The Americanization of Emily
- 1965: Promet-li qualsevol cosa
- 1966: Tobruk
- 1966: Penelope
- 1966: Família Addams (sèrie de televisió)
- 1967: The Tiger Makes Out
- 1970: The Out-of-Towners
- 1970: Love Story
- 1971: Plaza Suite
- 1971: Anatomia d'un hospital
- 1972: Man of La Mancha
- 1975: The Man in the Glass Booth
- 1976: Silver Streak
- 1979: The Inlaws
- 1979: Nightwing
- 1982: Making Love
- 1982: Author! Author!
- 1987: Outrageous Fortune
- 1989: See No Evil, Hear No Evil
- 1990: Milionari a l'instant (Filofax)
- 1992: The Babe
- 1997: An Alan Smithee Film: Burn Hollywood Burn

### Actor
- 1994: Beverly Hills Cop III de John Landis
- 1996: Wild Bill: Hollywood Maverick de Todd Robinson
- 1997: I Think I Cannes (no surt als crèdits)
- 1997: Pitch
- 1998: Jackie Chan: My Story
- 2002: Speakeasy
- 2002: Reel Radicals: The Sixties Revolution in Film (no surt als crèdits)
- 2002: Who Is Alan Smithee? (no surt als crèdits)

### Productor
- 1970: Love Story
- 1972: Man of La Mancha

## Premis i nominacions

### Premis
- 1971: Globus d'Or al millor director per Love Story
- 1972: Gran Premi del Jurat (Berlinale) per Anatomia d'un hospital
- 2002: Jean Hersholt Humanitarian Award

### Nominacions
- 1962: Primetime Emmy al millor director dramàtic per Naked City
- 1971: Oscar al millor director per Love Story
- 1972: Os d'Or per Anatomia d'un hospital